# 百恵回帰
『百恵回帰』（ももえかいき）は、山口百恵のベスト・アルバム。1992年11月21日にソニーミュージックよりリリースされた。

## 解説
- 2枚組ベスト・アルバム『百恵復活』がヒット中に発売された本作は、全曲ニューアレンジで、更にボーカルもオリジナル版とは別のトラックが一部使用されている。そのため、従来のヒット曲が全く新しい装いで蘇っている。
- この「ニューアレンジ＋一部別ボーカルトラック」バージョンはシリーズ化され、翌1993年にアルバム『歌い継がれてゆく歌のように -百恵回帰II-』、1994年にシングル「惜春通り」、アルバム『惜春 譜』が発売された。2005年には百恵回帰シリーズの全楽曲をデジタルリマスター音源で収めた『コンプリート百恵回帰』が発売された。

## 収録曲
1. 美・サイレント
2. 秋桜
3. 横須賀ストーリー
4. 夢先案内人
5. イミテイション・ゴールド
6. ロックンロール・ウィドウ
7. 乙女座 宮
8. プレイバックPart2
9. いい日旅立ち
10. 曼珠沙華

- 全編曲: 萩田光雄

## 関連作品
- 百恵回帰シリーズ
  - 歌い継がれてゆく歌のように -百恵回帰II-
  - 惜春通り
  - 惜春 譜
  - コンプリート百恵回帰